# ناثان روزين
ناثان روزن (بالعبرية: נתן רוזן، 22 مارس 1909 - 18 ديسمبر 1995). اشتهر الفيزيائي الأمريكي-الإسرائيلي روزن لدراسته حول بنية ذرة الهيدروجين ولعمله مع ألبرت أينشتاين وبوريس بودولسكي على الوظائف المتشابكة للموجة ومفارقة آينشتاين- بودولسكي- روزن. كان جسر آينشتاين - روزن، والذي سُمّي فيما بعد بالثقب الدودي، نظريّةً لناثان روزن.

## خلفية
ولد ناثان روزن في أسرة يهودية في مدينة بروكلين، نيويورك. ودرس في معهد ماساتشوستس للتكنولوجيا خلال فترة الكساد الكبير، حيث حصل على درجة البكالوريوس في الهندسة الكهروميكانيكيّة، ثم حصل على درجة الماجستير والدكتوراه في الفيزياء. عندما كان طالباً، نشر العديد من الأبحاث، أحدها كان بعنوان «النيوترون»، والذي حاول فيه شرح بنية النّواة الذرّيّة قبل عام من اكتشافها من قبل جيمس تشادويك. كما طوّر الاهتمام العلميّ بوظائف الموجات، وفي وقت لاحق عندما أصبح زميلاً في جامعة ميشيغان وجامعة برينستون عمل على دراسة الجاذبية.

## الحالة العلميّة
بدأت الاكتشافات التي تتعلق بمحتوى الذرة مع بداية القرن العشرين، وأصبح العلم بعدها يتقدّم بشكلٍ سريع. في عام 1900، اقترح ماكس بلانك نظريّة الكمّ، فكرة أنّ كلّ ما هو طاقة يتحرك بكمّيّات منفصلة تسمى الكوانتا quanta. وفي عام 1905، نشر ألبرت أينشتاين نظريّته عن النّسبيّة الخاّصة، والتي ستساهم فيما بعد بتطوّر الفيزياء وفهم الكون بشكل أكبر. وحوالي عام 1927، طوّر نيلز بور وويرنر هايزنبرغ، بالتعاون مع العديد من علماء الفيزياء الآخرين، تفسير كوبنهاغن للنظرية الكموميّة (الكوانتيّة)، لتحديد احتماليّة حركة الجسيمات. قدّمت هذه الاختراقات نموذجاً لهيكل الذرّة وطريقة عملها ودفعت الثّورة التي من شأنها أن تجتاح ناثان روزن.

## العمل مع أينشتاين
في عام 1934، أصبح روزن مساعد ألبرت آينشتاين في معهد الدراسات المتقدمة في مدينة برينستون، بولاية نيوجيرسي الأمريكيّة، واستمرّ في هذا المنصب حتّى عام 1936. أشار روزن أثناء العمل مع آينشتاين، إلى خصوصيّات دراسات أينشتاين التي تنطوي على الوظائف المتشابكة للموجة، وبالتنسيق مع بوريس بودولسكي، تمّت صياغة ورقة علميّة تحمل عنوان «هل يمكن اعتبار الوصف الكمومي الميكانيكي للواقع المادي كاملاً؟» وعنونوا هذه الآثار باسم مفارقة أينشتاين-بودولسكي-روزن أو مفارقة EPR. شجّع أينشتاين روزن على مواصلة حياته المهنيّة في الفيزياء في إسرائيل بعد ذلك. [بحاجة لمصدر] اكتشف آينشتاين وروزن الحلّ الرياضيّ لنوع من الثقوب الدودية التي تربط المناطق البعيدة في الفضاء. تمّ العثور على الحلّ الذي أُطلق عليه اسم جسر آينشتاين-روزن، أو ثقب شوارزشيلد الدودي، وذلك عن طريق دمج النماذج الرياضية لثقب أسود وثقب أبيض (ثقب أسود نظري يتحرك بالزمن إلى الوراء)، باستخدام معادلات الحقل لآينشتاين. تُعتبر جسور آينشتاين-روزن نظرية بحتة. وقد أظهر بحث علميّ قام به الفيزيائيّيَن النظريّين جون ويلر John A. Wheelerوروبرت فولر Robert W. Fuller عام 1962 أنّ هذه الأنواع من الثقوب غير مستقرّة.

## السنوات اللاحقة
حوّل ناثان روزن في مرحلة لاحقة من حياته اهتمامَه إلى التدريس وإنشاء الجامعات الجديدة. بعد العمل لمدة عامين في الاتّحاد السوفياتي في جامعة كييف ابتداء من عام 1936، عاد إلى الولايات المتحدة، حيث درّس في جامعة نورث كارولينا في تشابل هيل من عام 1941 إلى عام 1952، وبعد الانتقال بشكل دائم إلى إسرائيل في عام 1953، انضمّ إلى معهد تخنيون في حيفا، إسرائيل. خلال هذا الوقت كان روزن مستشارًا لآشر بيريز. يملك روزن الآن سلسلةً من المحاضرات التي تحمل اسمه في معهد تخنيون. أصبح روزن في سبعينات القرن الماضي رئيساً لجامعة بن غوريون في النّقب وكان يداوم بشكل يوميّ في معهد تخنيون وجامعة بن غوريون انطلاقاً من منزله في حيفا. بالإضافة إلى ذلك، ساعد ناثان روزن في تأسيس أكاديمية إسرائيل للعلوم والإنسانيات، والجمعية الفيزيائية لإسرائيل (وعمل فيها كرئيس من 1955وحتّى 1957)، والجمعية الدولية للنسبيّة العامّة والجاذبية (وشغل فيها منصب الرئيس من 1974 حتّى 1977)، وكان نشطاً جدّاً في تشجيع تأسيس مؤسسات التعليم العالي في إسرائيل.

## مساهماته في الفيزياء
قدّم روزن عددًا من المساهمات في الفيزياء الحديثة. كانت صياغة روزن لبنية جزيء الهيدروجين واحدةً من أكثر الاكتشافات ديمومةً من بين الاكتشافات التي أحضرها إلى الفيزياء، حيث أنّ إلكترونات جزيء الهيدروجين لا تحتوي على عدد كمي محدّد، لكن زوج الإلكترونات فيه لديه حالة نقية pure state. استخدم روزن ما أسماه بوظائف الموجة «المتشابكة» لتمثيل بنية الجزيء.